# Google Toolbar
Google Toolbar là một thanh công cụ thêm vào trình duyệt web. Hiện có hai phiên bản cho trình duyệt Internet Explorer và trình duyệt Mozilla Firefox.

## Sidewiki
Google Sidewiki phiên bản đầu tiên được đưa ra ngày 23 tháng 9 năm 2009. Sidewiki cho phép người dùng thấy các bình luận của các người dùng khác trên các website nhờ thanh công cụ. Người dùng cũng có thể đưa ra các bình luận của mình tại các trang.
Sidewiki là hiện nay hỗ trợ trên các trình duyệt Internet Explorer và Firefox, và đang được phát triển để có thể hỗ trợ trên cả Chrome.